# National Wetlands Coalition
La National Wetlands Coalition (en español: Coalición Nacional de los Humedales), fue una organización creada en 1989con el propósito de oponerse a "la política estadounidense sobre los humedales, argumentando que el gobierno federal, al tratar de proteger los humedales, lanza una red demasiado amplia e impone regulaciones onerosas e ineficaces sobre propiedades privadas que no funcionan como humedales ni brindan los beneficios ecosistémicos de los humedales de alto valor".La revista Time la describió como "una coalición empresarial contra los humedales".
En 1995, la organización estaba formada por unas 60 asociaciones municipales, empresas de servicios públicos y grandes compañías industriales, como Exxon, Texaco y Kerr-McGee.
La National Wetlands Coalition ha sido caracterizada como la organización de astroturfing por excelencia, es decir, una entidad que se presenta como un movimiento ciudadano, pero que en realidad fue fundada (y es financiada en gran parte) por una organización comercial o política para promover su propia agenda, ocultando su relación con dicha entidad. Un estudio de la Universidad de Oklahoma usó a la National Wetlands Coalition como ejemplo concreto para analizar la influencia de las campañas encubiertas de grupos pantalla corporativos, en las cuales las empresas crean asociaciones que adoptan nombres diseñados para ocultar sus verdaderas intenciones.Los resultados del estudio indicaron que estas campañas encubiertas son efectivas para mejorar la percepción pública sobre el grupo pantalla, y que las campañas de la National Wetlands Coalition lograron debilitar la percepción sobre el tema objetivo, reduciendo el apoyo a cualquier iniciativa federal destinada a restringir el desarrollo de los humedales o a regular a los desarrolladores.
La organización ha estado relativamente inactiva desde finales de la década de 1990.Su sitio web estuvo "en remodelación" desde febrero de 2001 hasta noviembre de 2005y se desconectó en diciembre de 2005.